# Замиокулькас
Замиоку́лькас (лат. Zamiocúlcas) — монотипный род растений семейства Ароидные (Araceae), представленный единственным видом замиокулькас замиели́стный (Zamioculcas zamiifolia), происходящим из тропической Африки.
Название получил из-за схожести листьев с листьями замии (Zamia).
Синонимы:
- Caladium zamiaefolium Lodd. et al. — Каладиум замиелистный
- Zamioculcas loddigesii Schott — Замиокулькас Лоддиджеса
- Zamioculcas lanceolata Peter — Замиокулькас ланцетовидный

## История
Впервые описан в 1828 году коллекционером тропических растений Конрадом Лоддиджесом как каладиум замиелистный (Caladium zamiifolium Lodd.), затем в 1856 году Генрихом Вильгельмом Шоттом как замиокулькас Лоддиджеса (Zamioculcas loddigesii Schott), а в 1908 году Адольф Энглер, директор Берлинского ботанического сада, дал ему современное название Zamioculcas zamiifolia (Lodd.) Engl..
В 1929 немецкий ботаник Густав Альберт Петер описал замиокулькас ланцетовидный (Zamioculcas lanceolata Peter), встречающийся главным образом в Мозамбике, с более ланцетовидными листовыми пластинками, однако сегодня его редко выделяют в качестве самостоятельного вида.
Описанный в 1870 году замиокулькас Буавена (Zamioculcas boivinii Decne.) был позднее отнесён к другому роду — Gonatopus boivinii (Decne.) Engl..

## Описание
Травянистое растение с толстым клубнеобразным корневищем.
Листья глянцевые, тёмно-зелёные, сложноперистые, до 1 м длиной, вздуты у основания. Растение вечнозелёное, но может сбрасывать листья в случае засухи.

## Значение и применение
До конца XX века замиокулькас практически не был известен как комнатная культура. Но с началом массовых продаж на голландских цветочных аукционах в 1996 году он приобрел повсеместную популярность как среди любителей, так и профессионалов комнатного цветоводства и специалистов по озеленению помещений и пользуется популярностью до сих пор[когда?].
В августе 2007 года был представлен первый культивар замиокулькаса — миниатюрный, внешне он не отличается от обычного, только куст более компактный (вырастает до 60 см) и листья соответственно более мелкие.
Замиокулькас (иногда его называют долларовым деревом) — неприхотливое растение, переносит пониженную влажность воздуха и частичное затемнение, но для нормального развития желательно держать растение на светлом, без прямых солнечных лучей, месте. Плохо реагирует на чрезмерную влажность почвы и застой воды, поэтому после полива обязательно нужно сливать воду с поддона. Особых требований к почве замиокулькас не предъявляет, отлично подходит дёрновая, листовая земля и песок в пропорции 1:1:1.
Размножается растение делением клубня и с помощью укоренения листьев или отдельных листовых пластинок.
Соцветие замиокулькаса малоприметное, представляет собой светло-кремовый початок, образующийся на коротком толстом цветоносе. Светло-зеленое покрывало, окружающее соцветие, отлично маскирует его среди зелёных листьев, поэтому его нелегко заметить.

## Токсичные свойства
Как и большинство представителей семейства ароидных, сок растения содержит вещества, которые могут вызвать раздражение кожи и слизистой, поэтому рекомендуется пересаживать растение в перчатках и соблюдать осторожность при работе с ним, особенно при пересадке клубней. Не следует употреблять какие-либо части растения в пищу. Тем не менее, о токсичности или ядовитости неповреждённого растения речь не идёт: прикосновения к листьям, цветкам или другим частям растения не вызывают отравления или аллергических реакций, а его содержание в домашних условиях не приводит к ухудшению здоровья.